# Choodagondahalli, Malur
Choodagondahalli là một làng thuộc tehsil Malur, huyện Kolar, bang Karnataka, Ấn Độ.